# Ashmunella harrisi
Ashmunella harrisi är en snäckart som beskrevs av Metcalf och Smartt 1977. Ashmunella harrisi ingår i släktet Ashmunella och familjen Polygyridae. Inga underarter finns listade i Catalogue of Life.